# Шемонаїха
Шемонаї́ха (каз. Шемонаиха) — місто, центр Шемонаїхинського району Східноказахстанської області Казахстану. Адміністративний центр та єдиний населений пункт Шемонаїхинської міської адміністрації.
Населення — 18448 осіб (2021; 19127 у 2009, 19924 у 1999, 23607 у 1989).

## Персоналії
- Іванов Анатолій Степанович (1928—1999) — радянський і російський прозаїк і сценарист, автор романів на сільську тематику.